# 马来亚大学
马来亚大学，简称马大、UM，位于马来西亚首都吉隆坡，是一所公立综合性研究型大学，现时属于“QS世界百强大学”。马来亚大学是环太平洋大学联盟（APRU）、亚洲大学联盟（AUA）成员。马大也是马来西亚历史最悠久的大学，曾培育出五位马来西亚首相、两位马来西亚副首相和一位新加坡总统，以及其他在馬來西亞及国外享有盛名的政治家、企业家和科学家等。
马大的前身是于1905年9月28日在英属新加坡成立的七州府医学堂，并于1912年更名为爱德华七世国王医学院。1949年10月，爱德华七世国王医学院和莱佛士学院合并创建了马大。在其成立后的十年期间，快速的发展使该大学于1959年1月15日成立了两个校区，一个位于新加坡，另一个则位于吉隆坡。1960年，马来西亚联邦政府表示两个校区将会分离并成为两所互不隶属的国立大学。马来西亚国会于1961年通过立法并于1962年1月1日将两所大学分离，位于吉隆坡的校区保留了马大的名称，而位于新加坡的校区则更名为新加坡大学。1965年，新加坡从马来西亚独立后，新加坡大学更名为新加坡国立大学。2012年，马来西亚高等教育部授予马大自治权。
马大的学术水平在东南亚高等学府中排名靠前，在2022年QS世界大学排名中，马大在世界大学排名中位居第65位、马来西亚本地大学中排名第一。此外，马大也被QS评估为「5星大学」（5-Star University）。

## 校史

### 七州府医学堂
在新加坡和槟城缺乏医疗助理的背景下，英国政府于1890年代开始计划在新加坡建立一所医学院。教育委员会在1902年4月发表的一份报告提议政府建立一所医学院，以满足政府医院对医疗助理的需求。但是，这种观点在当时的欧洲社会中并不受欢迎。
海峡殖民地立法会于1905年6月根据第XV-1905号法案通过了立法成立海峡与马来联邦政府医学府（亦称七州府医学堂）。该学校于1905年7月3日开放，并于同年9月开始运作。 1905年9月28日，约翰爵士主持了该校的成立。
1905年，学校共有17名医学生，其中4名学生参加了医院助理课程。五年后，注册学生人数增加到90名医学生和30名实习医院助理。当时学校只有一名常任职员，即校长杰拉尔德·杜德利·弗里尔（Dr Gerald Dudley Freer）本人，他曾担任槟城殖民地高级外科医师。除校长以外，所有教职人员全都是兼职职员。
为了确保该学校提供的医学和外科执照文凭可以在全世界获得认可，该学校的校务委员会着手申请让英国医学教育总会（GCME）对该学校的文凭认可。1916年，GCME认可了该学校的医学和外科文凭课程。这些执照被列入总理事会《大英医学名册》殖民地名单，并有权在大英帝国内的任何地方执业。

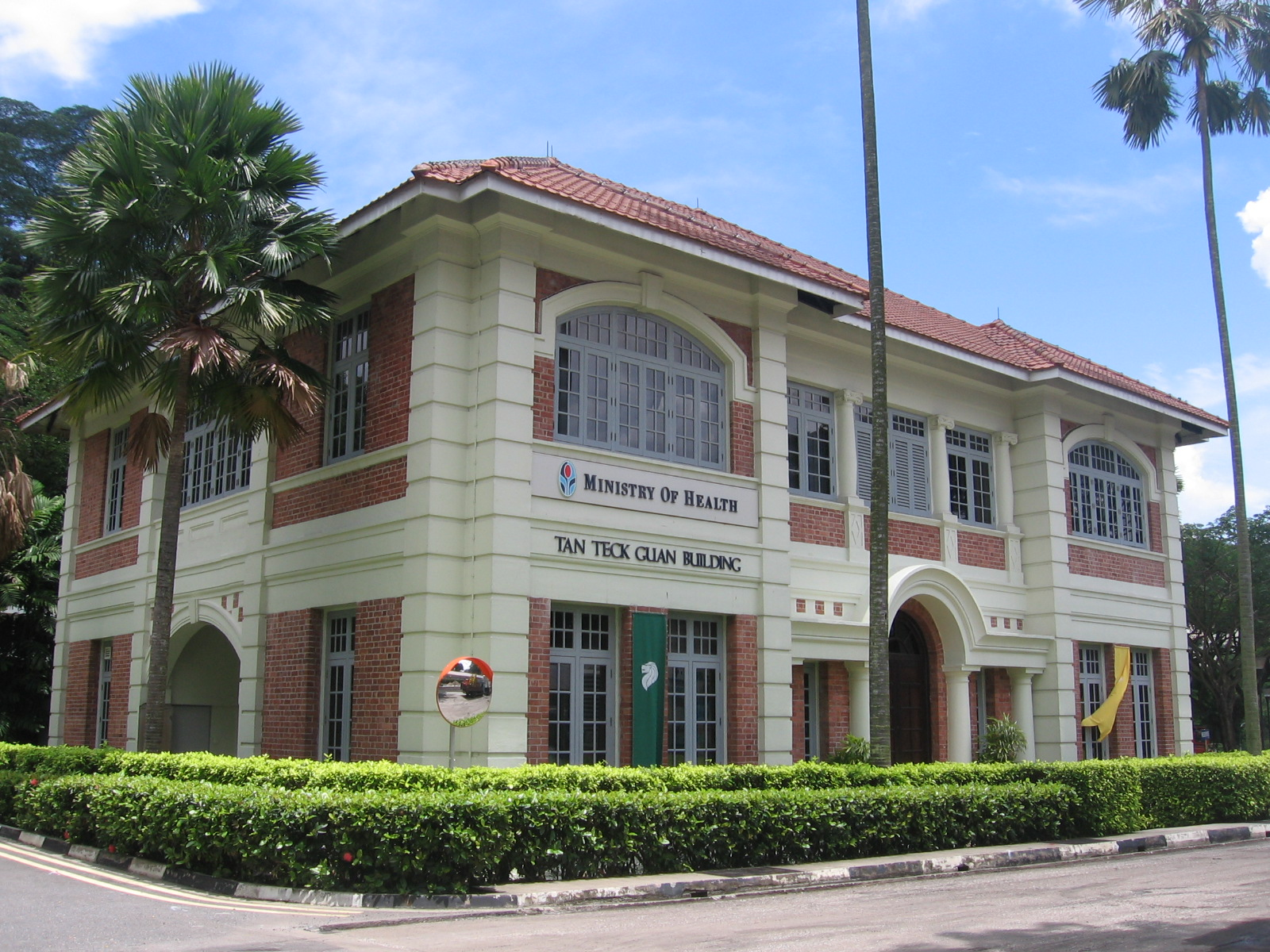
陈德源大楼

1910年，罗伯特·唐纳德·基思（Robert Donald Keith）博士接替杰拉尔德·杜德利·弗里尔成为该学校的第二任校长，并对学校的课程做出修改。学生将会在五年制课程的前两年专修纯科学。第一年专修物理学、生物学和化学，第二年则专修生理学和基础解剖学。剩下的三年则可选修医学、外科和妇产科、涵盖病理学等，而本草课程被整合到第四年。
毕业后学生们将被派往多家医院实习，最初是在四排埔医院。1908年起，学生也被派往陈笃生医院（医学和外科手术）和竹脚医院（助产）实习。

### 爱德华七世国王医学院
1912年，学校获得了由林文庆博士发起的爱德华七世国王纪念基金的120,000美元捐款。随后在1913年11月18日，医学院正式更改为爱德华七世国王医学院。
1905年的第一批16名学生中，只有7名参加期末考并于1910年5月毕业，而其余6名学生则在四个月后毕业，其他学生则从学校退学。1919年，辍学率上升到35％。而1939年，期末考试不及格的学生人数为44％。同年，爱德华七世国王医学院男学生宿舍建成，可容纳来自英属马来联邦的72名男学生。
1921年，学校被正式升格为学院。从1920年到1930年，学院经历了一系列变革，其中包括以年轻的专业人员取代了旧的教职员工。此外，学院也于该年起着手创立了9个新部门，其中包括解剖学（1920年），随后于1922年成立医学、外科和助产士、妇科，1926年成立临床外科、细菌学、生物学、生物化学和牙科外科，1935年成立病理学。
1923年，学院在欧南路（Outram Road）的新大楼开始建造，于1925年11月完工，并于1926年2月由劳伦斯·基里玛爵士（Laurence Guillemard）开幕。在新大楼的开幕典礼上，学院授予大卫·詹姆斯·加洛韦博士（David James Galloway）、马尔科姆·沃森博士（Malcolm Watson）和林文庆博士荣誉证书。.
1929年，新任校长乔治·艾伦博士（George V. Allen）接替了麦克阿里斯特博士（MacAlister）的职位成为新一任校长。

## 校徽
- 一串棕榈叶象征着当纸张尚未传入此区域时，马来民族所用的书籍。
- 木槿花代表着马来西亚人民。
- 三只老虎代表着马来西亚的各民族，同时也代表在大学内三大群人员，即学术人员、学生及普通职员。
- 蓝色象征着把东马及西马联系起来的海洋。

## 排名
根据著名的大学评估机构如QS、ARWU和美国新闻与世界报道，马大在近几年均位于全球400强大学之列。在2015年的QS世界大学排名中，马大在工程技术领域排名第54位。美国新闻与世界报道的世界工程学最佳大学排名中，马大位居全球第57名。此外，该大学的商学院获得两个国际组织的认证，即國際商管學院促進協會（AACSB）和工商管理硕士协会（AMBA）。
依据2022年QS世界大学排名，马大位居全球第65位、马来西亚国内大学第1位，是马来西亚排名最高的高等公立学府。此外，马大也被QS评估为「5星大学」（5-Star University）。

## 校园环境

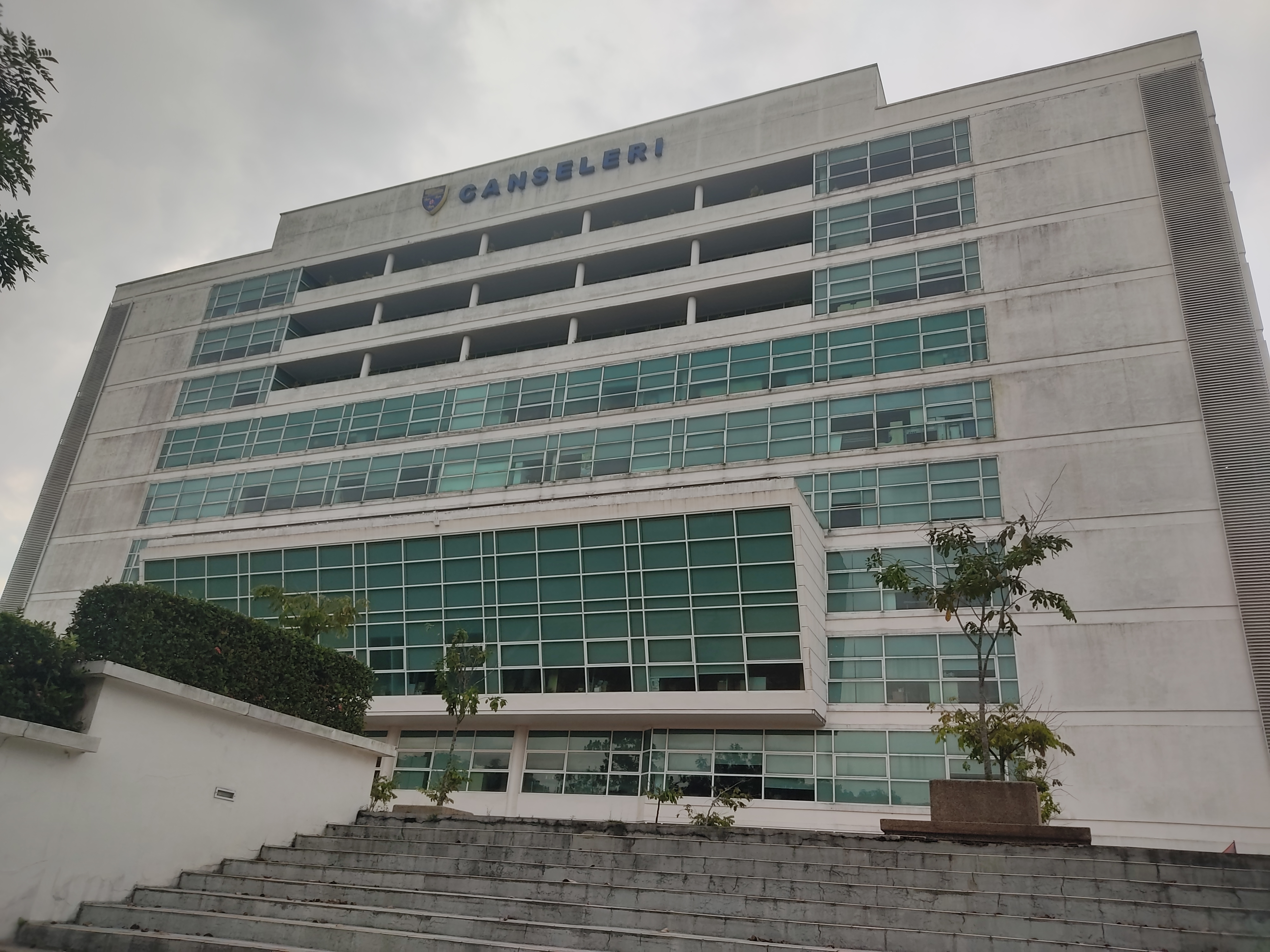
马来亚大学行政楼

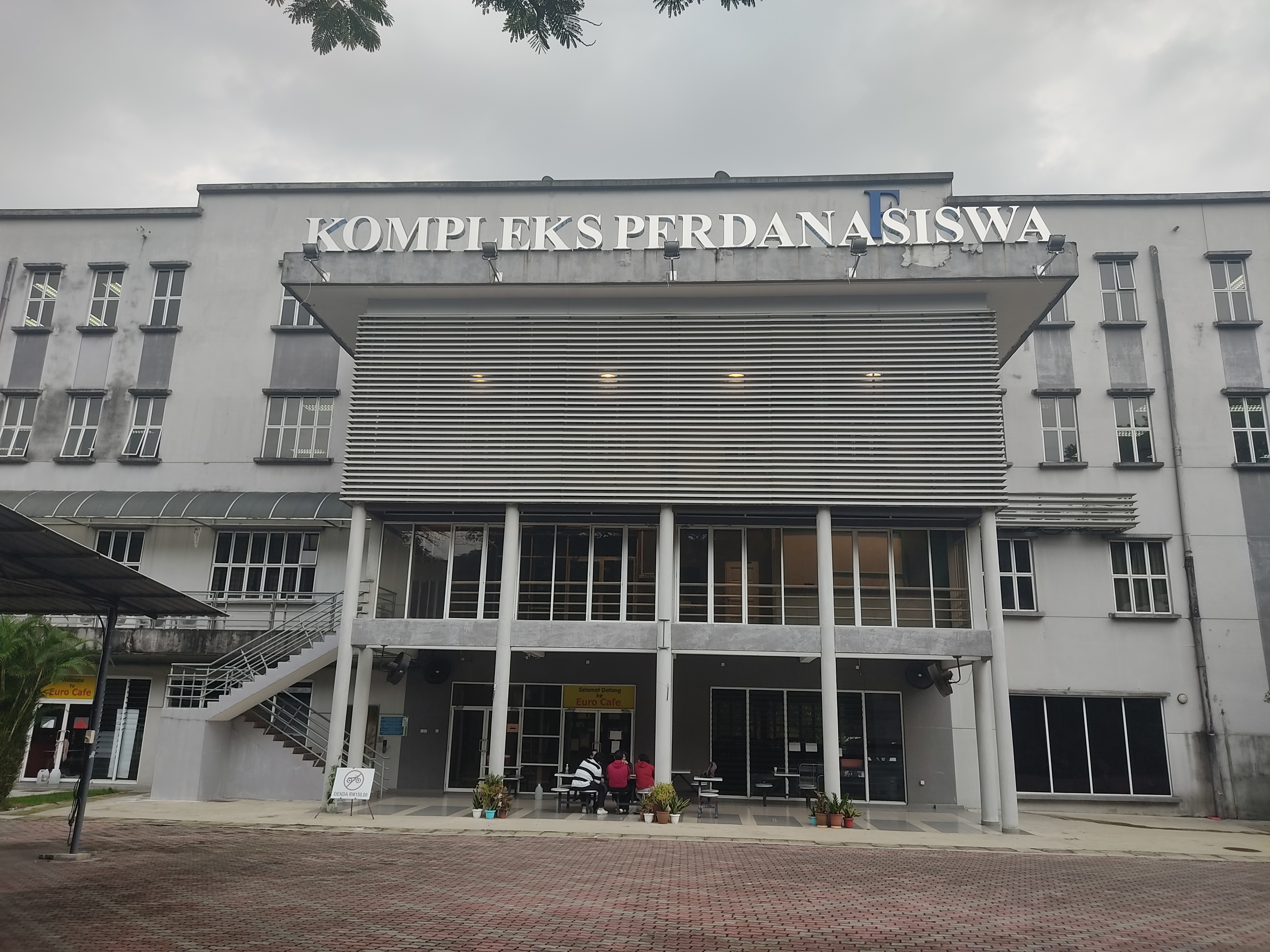
学生活动中心（Kompleks Perdanasiswa），也常被简称为KPS

马来亚大学位于吉隆坡孟沙次分区，但十分靠近八打灵再也（灵市）市区。校园东边和北边由西部疏散大道（SPRINT）环绕，南部则由联邦大道与灵市为界，西部则有16/1路和皇家教授翁姑阿兹路（前称大学路）与灵市隔开，形成吉隆坡和雪兰莪的边界线。马来亚大学校区也有部分私人住宅洋房位于其西南部，以及附属的马大医药中心（PPUM）和马大专科医院（UMSC）。此外，玛沙大学主校区也位于马来亚大学旁，是一所以医药系为主的私立大学。

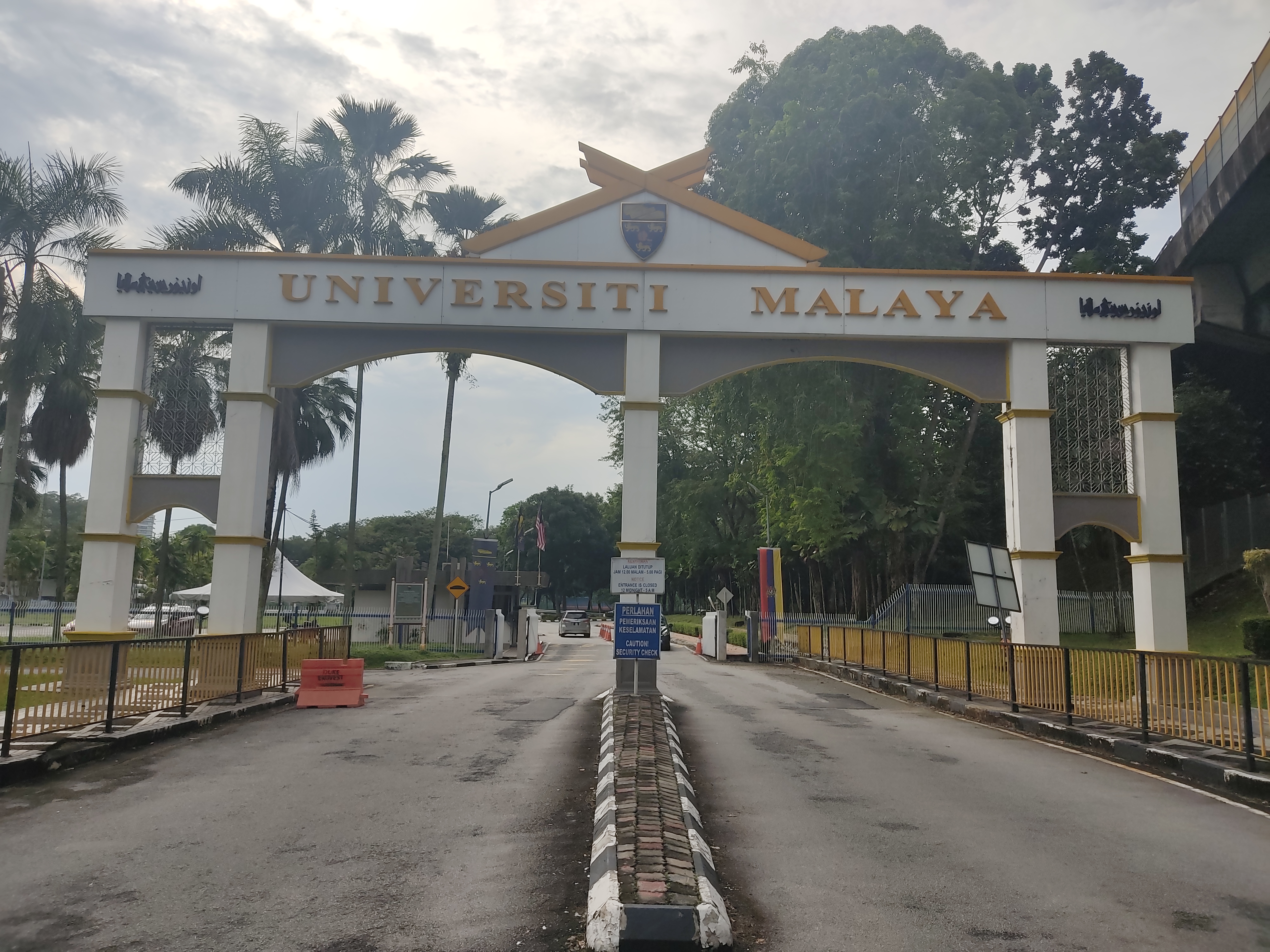
马大的吉隆坡出入口

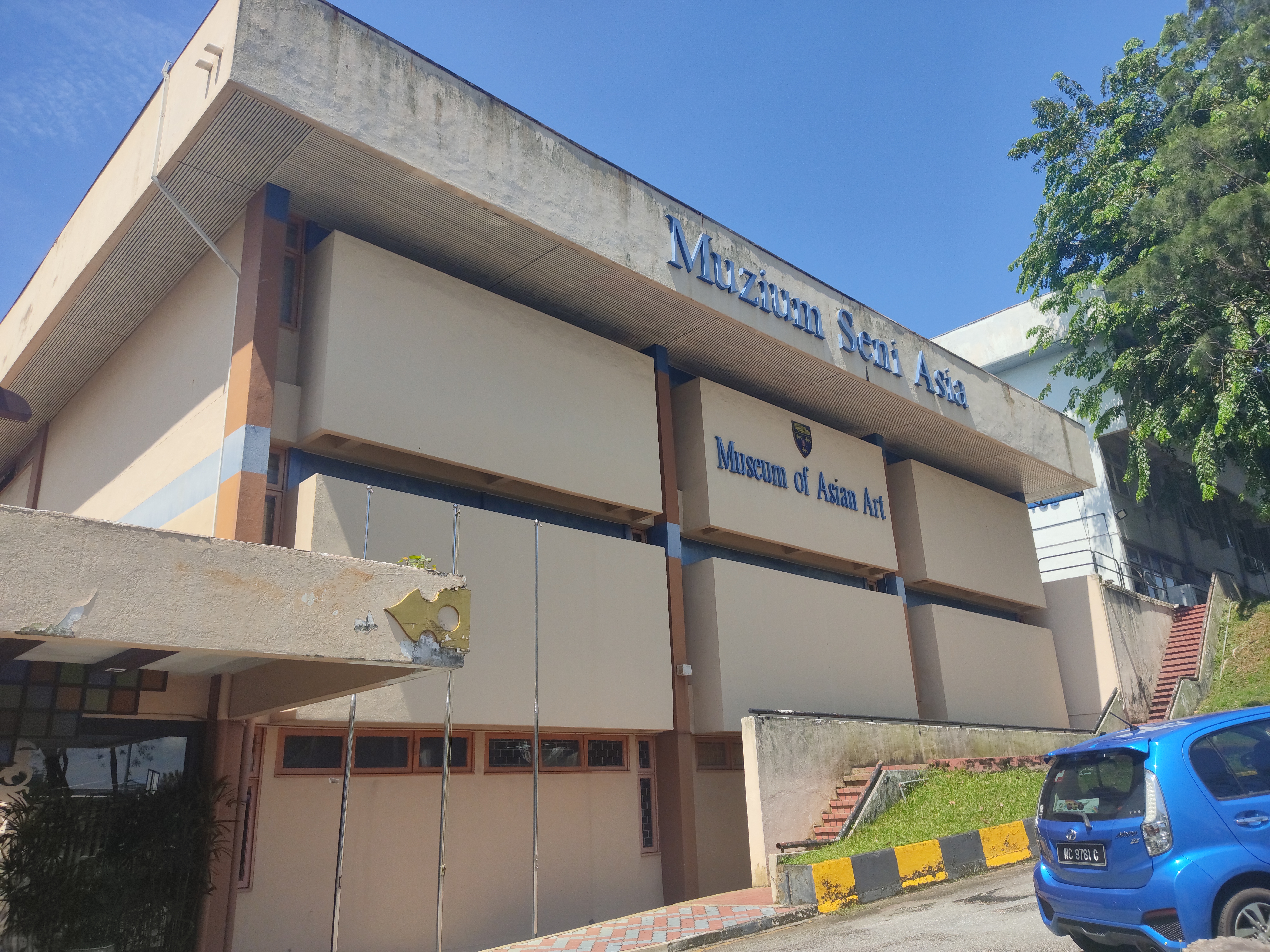
位于校内的亚洲艺术博物馆 (吉隆坡)于1980年启用

在校园内部环境方面，马大共有两个主要出入口，分别位于灵市和吉隆坡一侧，以及其他小出入口。从灵市出入口进入校门后直走过分叉口后左手边有主要图书馆，右手边则有马大湖公园（Taman Tasik Varsiti）。沿着布迪环路（Lingkungan Budi）往左的下个分岔口（往宏愿环路，Lingkaran Wawasan）则可通往马来亚大学热带植物园（Rimba Ilmu）和宿舍等。沿着布迪环路继续前进则可达校内的清真寺和吉隆坡出入口。马大的东姑大礼堂（Dewan Tunku Canselor）和实验剧场（Panggung Eksperimen）是校内的历史古迹建筑，于2009年被列为马来西亚国家遗产。在东姑大礼堂对面的小坡则有马大年份地标，会于每新一年更换年份。此外，亚洲艺术博物馆也坐落于校区里。

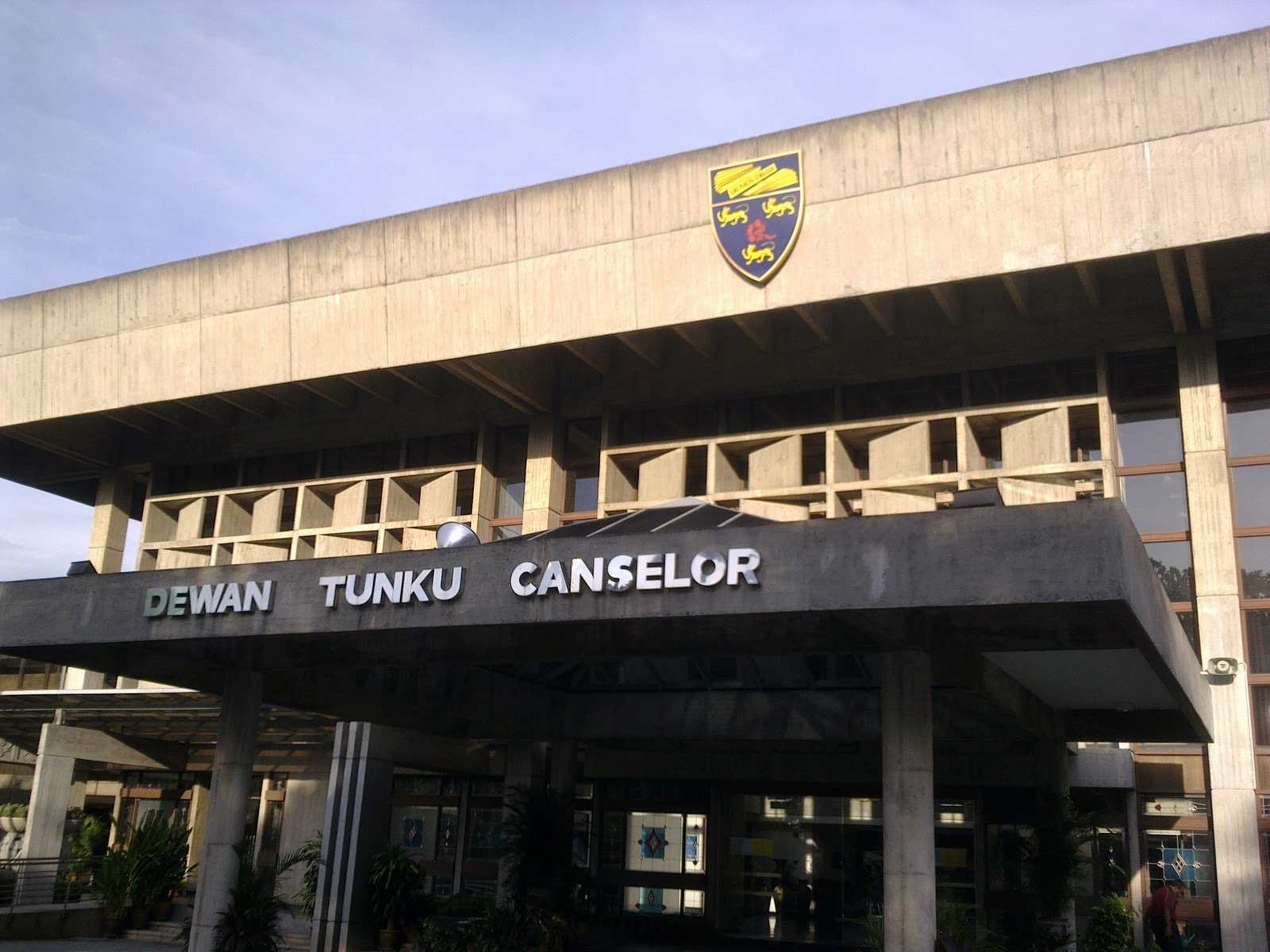
东姑大礼堂（Dewan Tunku Canselor），常被简称为DTC，是马来亚大学的古迹建筑

马来亚大学下可细分为若干个学院（faculty），学院下有若干个部门或系（department），而通常每个学院都会由数个建筑楼组成。而马大下的体育中心也设有一个奥林匹克规格的游泳池和足球场（Padang Varsiti，位于湖公园旁）、一个设有缓跑径的大学体育场、壁球场等设施。各类运动场地分散于校区内，如足球场、排球场、篮球场、网球场、五人式足球场（futsal）和藤球场等。

## 学院系所

### 本科学士课程（Sarjana Muda）
以下资讯截至2021年10月
| 书院 （Akademi） | 书院 （Akademi）                                             | 代码                   | 科系名称                                                   | 科系名称（中文）                |
| ---------------- | ------------------------------------------------------------ | ---------------------- | ---------------------------------------------------------- | ------------------------------- |
| 缩写：API        | 伊斯兰研究（Pengajian Islam）                                | UM6145002              | Pendidikan Islam (Pengajian Al-Quran)                      | 伊斯兰教育（可兰经研究）        |
| 缩写：API        | 伊斯兰研究（Pengajian Islam）                                | UM6145003              | Pendidikan Islam (Pengajian Islam)                         | 伊斯兰教育（伊斯兰研究）        |
| 缩写：API        | 伊斯兰研究（Pengajian Islam）                                | UM6221008              | Al-Quran dan Al-Hadith                                     | 可兰经与圣训                    |
| 缩写：API        | 伊斯兰研究（Pengajian Islam）                                | UM6221011              | Usuluddin                                                  | 基础伊斯兰神学                  |
| 缩写：API        | 伊斯兰研究（Pengajian Islam）                                | UM6221012              | Syariah                                                    | 伊斯兰律法                      |
| 缩写：API        | 伊斯兰研究（Pengajian Islam）                                | UM6343002              | Pengurusan Muamalat                                        | 伊斯兰社会义务管理              |
| 缩写：API        | 伊斯兰研究（Pengajian Islam）                                | UM6381001              | Syariah dan Undang-Undang                                  | 伊斯兰律法与法律                |
|                  | 马来研究（Pengajian Melayu）                                 | UM6223002              | Bahasa Melayu Profesional                                  | 专业马来语言                    |
| UM6223003        | 马来研究（Pengajian Melayu）                                 | Linguistik Melayu      | 马来语                                                     |                                 |
| UM6227001        | 马来研究（Pengajian Melayu）                                 | Kesusasteraan Melayu   | 马来文学                                                   |                                 |
| UM6312006        | 马来研究（Pengajian Melayu）                                 | Pengajian Melayu       | 马来研究                                                   |                                 |
| 学院 （Fakulti） | 学院 （Fakulti）                                             | 代码                   | 科系名称                                                   | 科系名称（中文）                |
| 缩写：FBL/FLL    | 语文与语言学 （Bahasa & Linguistik）                         | UM6224002              | Bahasa dan Linguistik Inggeris                             | 英语                            |
| 缩写：FBL/FLL    | 语文与语言学 （Bahasa & Linguistik）                         | UM6224003              | Bahasa dan Linguistik Cina                                 | 汉语                            |
| 缩写：FBL/FLL    | 语文与语言学 （Bahasa & Linguistik）                         | UM6224004              | Bahasa dan Linguistik Arab                                 | 阿拉伯语                        |
| 缩写：FBL/FLL    | 语文与语言学 （Bahasa & Linguistik）                         | UM6224005              | Bahasa dan Linguistik Perancis                             | 法语                            |
| 缩写：FBL/FLL    | 语文与语言学 （Bahasa & Linguistik）                         | UM6224006              | Bahasa dan Linguistik Jerman                               | 德语                            |
| 缩写：FBL/FLL    | 语文与语言学 （Bahasa & Linguistik）                         | UM6224007              | Bahasa dan Linguistik Tamil                                | 淡米尔语                        |
| 缩写：FBL/FLL    | 语文与语言学 （Bahasa & Linguistik）                         | UM6224008              | Bahasa dan Linguistik Jepun                                | 日语                            |
| 缩写：FBL/FLL    | 语文与语言学 （Bahasa & Linguistik）                         | UM6224009              | Bahasa dan Linguistik Sepanyol                             | 西班牙语                        |
| 缩写：FBL/FLL    | 语文与语言学 （Bahasa & Linguistik）                         | UM6224010              | Bahasa dan Linguistik Itali                                | 意大利语                        |
| 缩写：FOE        | 教育（Pendidikan）                                           | UM6143001              | Pendidikan Awal Kanak-Kanak                                | 幼儿学前教育                    |
| 缩写：FOE        | 教育（Pendidikan）                                           | UM6145001              | Pendidikan Pengajaran Bahasa Inggeris Sebagai Bahasa Kedua | 教育（英文为第二媒介语，TESL）  |
| 缩写：FOE        | 教育（Pendidikan）                                           | UM6762002              | Kaunseling                                                 | 辅导                            |
|                  | 商业与经济（Perniagaan & Ekonomi）                           | UM6343001              | Kewangan                                                   | 金融                            |
| UM6344001        | 商业与经济（Perniagaan & Ekonomi）                           | Perakaunan             | 会计                                                       |                                 |
| UM6345001        | 商业与经济（Perniagaan & Ekonomi）                           | Pentadbiran Perniagaan | 工商管理                                                   |                                 |
| UM6314001        | 商业与经济（Perniagaan & Ekonomi）                           | Ekonomi                | 经济                                                       |                                 |
| 缩写：FSSS/FASS  | 人文与社会科学（Sastera & Sains Sosial）                     | UM6224001              | Sastera Inggeris                                           | 英语文学                        |
| 缩写：FSSS/FASS  | 人文与社会科学（Sastera & Sains Sosial）                     | UM6225001              | Sastera Sejarah                                            | 历史文学                        |
| 缩写：FSSS/FASS  | 人文与社会科学（Sastera & Sains Sosial）                     | UM6227002              | Sastera Pengajian India                                    | 印度研究                        |
| 缩写：FSSS/FASS  | 人文与社会科学（Sastera & Sains Sosial）                     | UM6227003              | Sastera Pengajian Cina                                     | 中文文学（中文系）              |
| 缩写：FSSS/FASS  | 人文与社会科学（Sastera & Sains Sosial）                     | UM6312002              | Sastera Pengajian Asia Tenggara                            | 东南亚研究                      |
| 缩写：FSSS/FASS  | 人文与社会科学（Sastera & Sains Sosial）                     | UM6312003              | Sastera Antropologi dan Sosiologi                          | 人类与社会                      |
| 缩写：FSSS/FASS  | 人文与社会科学（Sastera & Sains Sosial）                     | UM6312004              | Pengajian Alam Sekitar                                     | 环境研究                        |
| 缩写：FSSS/FASS  | 人文与社会科学（Sastera & Sains Sosial）                     | UM6312005              | Geografi                                                   | 地理                            |
| 缩写：FSSS/FASS  | 人文与社会科学（Sastera & Sains Sosial）                     | UM6313001              | Pengajian Antarabangsa dan Strategik                       | 国际与战略研究                  |
| 缩写：FSSS/FASS  | 人文与社会科学（Sastera & Sains Sosial）                     | UM6313002              | Pengajian Asia Timur                                       | 东亚研究                        |
| 缩写：FSSS/FASS  | 人文与社会科学（Sastera & Sains Sosial）                     | UM6321001              | Pengajian Media                                            | 媒介研究                        |
| 缩写：FSSS/FASS  | 人文与社会科学（Sastera & Sains Sosial）                     | UM6762001              | Pentadbiran Sosial                                         | 社会管理                        |
|                  | 法学（Undang-Undang）                                        | UM6380001              | Undang-Undang                                              | 法律                            |
|                  | 创意艺术（Seni Kreatif） 前称：文化中心（Pusat Kebudayaan）  | UM6212001              | Muzik                                                      | 音乐                            |
| UM6212002        | 创意艺术（Seni Kreatif） 前称：文化中心（Pusat Kebudayaan）  | Drama                  | 戏剧                                                       |                                 |
| UM6212003        | 创意艺术（Seni Kreatif） 前称：文化中心（Pusat Kebudayaan）  | Tari                   | 舞蹈                                                       |                                 |
| 缩写：FAB/FBE    | 建筑环境（Alam Bina）                                        | UM6341001              | Harta Tanah                                                | 房地产                          |
| 缩写：FAB/FBE    | 建筑环境（Alam Bina）                                        | UM6526001              | Ukur Bahan                                                 | 工料测量                        |
| 缩写：FAB/FBE    | 建筑环境（Alam Bina）                                        | UM6581001              | Sains Seni Bina                                            | 绘测理学（建筑）                |
| 缩写：FAB/FBE    | 建筑环境（Alam Bina）                                        | UM6581002              | Perancangan Bandar dan Wilayah                             | 城市与区域规划                  |
| 缩写：FAB/FBE    | 建筑环境（Alam Bina）                                        | UM6582001              | Ukur Bangunan                                              | 建筑测量                        |
|                  | 药剂（Farmasi）                                              | UM6727001              | Farmasi                                                    | 药剂                            |
| 缩写：FK         | 工程（Kejuruteraan）                                         | UM6521001              | Kejuruteraan Mekanik                                       | 机械工程                        |
| 缩写：FK         | 工程（Kejuruteraan）                                         | UM6522001              | Kejuruteraan Elektrik                                      | 电气工程                        |
| 缩写：FK         | 工程（Kejuruteraan）                                         | UM6523001              | Kejuruteraan Bioperubatan                                  | 生物医学工程                    |
| 缩写：FK         | 工程（Kejuruteraan）                                         | UM6524001              | Kejuruteraan Kimia                                         | 化学工程                        |
| 缩写：FK         | 工程（Kejuruteraan）                                         | UM6526002              | Kejuruteraan Awam                                          | 土木工程                        |
| 缩写：FD         | 牙医学（Pergigian）                                          | UM6724001              | Pembedahan Pergigian                                       | 牙科                            |
|                  | 医学（Perubatan）                                            | UM6721001              | Perubatan dan Pembedahan                                   | 医学与外科                      |
| UM6723001        | 医学（Perubatan）                                            | Sains Kejururawatan    | 护理                                                       |                                 |
| UM6725001        | 医学（Perubatan）                                            | Sains Bioperubatan     | 生物医学                                                   |                                 |
| 缩写：FS         | 理学（Sains）                                                | UM6142001              | Sains dengan Pendidikan (Biologi/Fizik/Kimia/Matematik)    | 理科教育（生物/物理/化学/数学） |
| 缩写：FS         | 理学（Sains）                                                | UM6421003              | Sains Biokimia                                             | 生物化学                        |
| 缩写：FS         | 理学（Sains）                                                | UM6421005              | Sains Mikrobiologi dan Genetik Molekul                     | 微生物与基因遗传分子            |
| 缩写：FS         | 理学（Sains）                                                | UM6422002              | Sains Ekologi dan Biodiversiti                             | 生态与生物多样性                |
| 缩写：FS         | 理学（Sains）                                                | UM6441001              | Sains Fizik                                                | 物理                            |
| 缩写：FS         | 理学（Sains）                                                | UM6442001              | Sains Kimia                                                | 化学                            |
| 缩写：FS         | 理学（Sains）                                                | UM6443002              | Sains Geologi Gunaan                                       | 应用地质                        |
| 缩写：FS         | 理学（Sains）                                                | UM6461001              | Sains Matematik                                            | 数学                            |
| 缩写：FS         | 理学（Sains）                                                | UM6462001              | Sains Statistik                                            | 统计                            |
| 缩写：FS         | 理学（Sains）                                                | UM6462002              | Sains Aktuari                                              | 精算                            |
| 缩写：FS         | 理学（Sains）                                                | UM6545001              | Sains Bioteknologi                                         | 生物技术                        |
| 缩写：FSKTM      | 计算机科学与信息技术 （Sains Komputer & Teknologi Maklumat） | UM6481001              | Sains Komputer (Pengkomputeran Multimedia)                 | 计算机科学（多媒体）            |
| 缩写：FSKTM      | 计算机科学与信息技术 （Sains Komputer & Teknologi Maklumat） | UM6481002              | Sains Komputer (Kejuruteraan Perisian)                     | 计算机科学（软件工程）          |
| 缩写：FSKTM      | 计算机科学与信息技术 （Sains Komputer & Teknologi Maklumat） | UM6481003              | Sains Komputer (Sistem Maklumat)                           | 计算机科学（信息系统）          |
| 缩写：FSKTM      | 计算机科学与信息技术 （Sains Komputer & Teknologi Maklumat） | UM6481004              | Sains Komputer (Sistem dan Rangkaian Komputer)             | 计算机科学（电脑系统与网络）    |
| 缩写：FSKTM      | 计算机科学与信息技术 （Sains Komputer & Teknologi Maklumat） | UM6481005              | Sains Komputer (Kepintaran Buatan)                         | 计算机科学（人工智能）          |
| 缩写：FSKTM      | 计算机科学与信息技术 （Sains Komputer & Teknologi Maklumat） | UM6481006              | Sains Komputer (Sains Data)                                | 计算机科学（数据科学）          |
| 缩写：FSSE       | 体育与运动科学（Sukan dan Sains Eksesais）                   | UM6813001              | Sains Sukan (Sains Eksesais)                               | 体育科学（运动科学）            |
| 缩写：FSSE       | 体育与运动科学（Sukan dan Sains Eksesais）                   | UM6813002              | Pengurusan Sukan                                           | 体育管理                        |

### 研究所[29]
- 高等研究所（Institute for Advanced Studies）
- 亚欧研究所（Asia-Europe Institute）
- 中国研究所（Institute of China Studies）

### 中心[30]

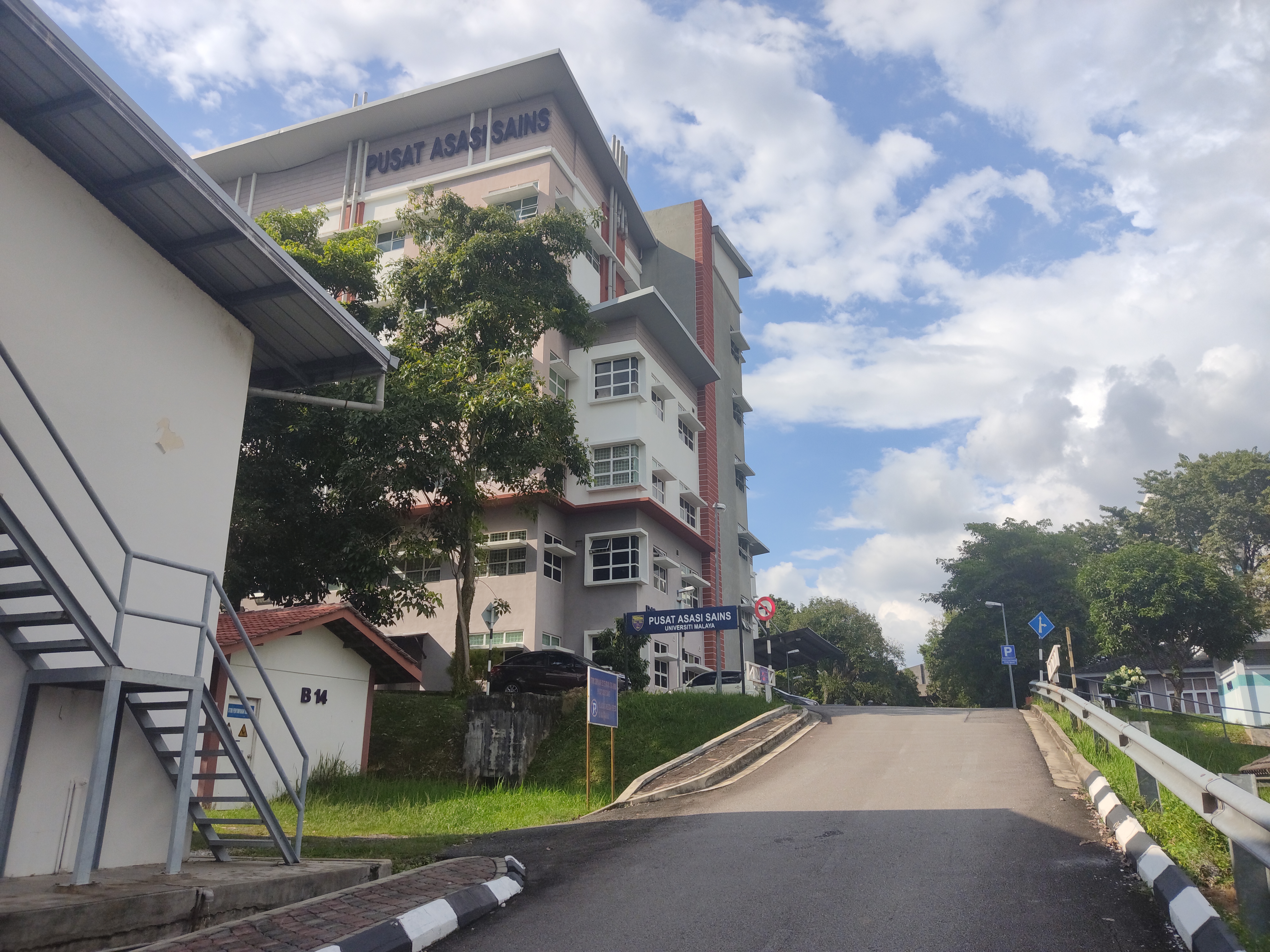
基础理科研究中心

- 学术提升与领导力发展中心（Academic Enhancement and Leadership Development Centre）
- 基础理科研究中心（Centre for Foundation Studies，预科生），主要学习：
  - 生命科学（Life Sciences）
  - 物理学基础（Physical Sciences）
  - 日本特别筹备方案（Japan Special Preparatory Programm）
  - 伊斯兰研究与科学（Islamic Studies and Science）
- 实习培训与学术拓展中心（CITrA）
- 马来亚大学继续教育中心（Universiti Malaya Centre for Continuing Education）
- 文明对话中心（Centre for Civilisational Dialogue）

### 学生宿舍
马来亚大学共有13个普通学生宿舍和1个国际生宿舍，可容纳超过1,2000个学生。每个学生宿舍会有负责人（Penyelia Kolej）和管理委员会负责一切宿舍事务。学生宿舍除了住宿单位外，也设有其他设施如阅读室、小杂货店、咖啡厅、自助洗衣店等。大部分学生宿舍都设有提供自助餐厅（Kafeteria）。
| 学生宿舍 （Kolej Kediaman） | 学生宿舍 （Kolej Kediaman）                         | 描述                                                                            |
| --------------------------- | --------------------------------------------------- | ------------------------------------------------------------------------------- |
| 缩写：KK1/ASTAR             | 第一宿舍 （Tuanku Abdul Rahman / Pertama）          | 临近法学院                                                                      |
| 缩写：KK2/KKTB              | 第二宿舍 （Tuanku Bahiyah）                         | 临近工程学院                                                                    |
| 缩写：KK3                   | 第三宿舍 （Tuanku Kurshiah）                        | 临近语文与语言学院                                                              |
| 缩写：KK4                   | 第四宿舍 （Bestari）                                | 临近第三宿舍                                                                    |
| 缩写：KK5                   | 第五宿舍 （Dayasari）                               | 临近亚欧研究所                                                                  |
| 缩写：KK6                   | 第六宿舍 （Ibnu Sina）                              | 临近医学院                                                                      |
| 缩写：KK7                   | 第七宿舍 （Za'ba）                                  | 临近第四宿舍                                                                    |
| 缩写：KK8                   | 第八宿舍 （Kinabalu）                               | 临近计算机科学与信息技术学院                                                    |
| 缩写：KK9                   | 第九宿舍 （Tun Syed Zahiruddin）                    | 位于校外，临近语文与语言学院                                                    |
| 缩写：KK10                  | 第十宿舍 （Tunku Ahmad Zaidi）                      | 临近第八宿舍                                                                    |
| 缩写：KK11/KUAZ             | 十一宿舍 （Ungku Aziz）                             | 临近马大体育中心                                                                |
| 缩写：KK12/ROYAL            | 十二宿舍 （Raja Dr. Nazrin Shah）                   | 临近研究生院，最高层的学生宿舍 其中男生宿舍9层及女生宿舍11层                    |
| 缩写：KK13                  | 十三宿舍 （Ke-13）                                  | 位于校外，翁姑阿兹教授（大学）路旁，前身为 国际伊斯兰大学预科学院八打灵再也校区 |
| 缩写：IH                    | 国际生宿舍 （Rumah Antarabangsa Universiti Malaya） | 位于校外的八打灵再也第17区的17/2路旁，可出租给国际生。                          |

## 组织架构
校监会方面，如同其它英联邦国家的大学，马来亚大学的校监（或称名誉校长）由身为王室成员的霹雳州苏丹纳兹林沙所担任，而副校监则是由退休政治人物担任。
| 职务   | 名字（马来文）                                                                           | 名字（中文）        | 备注                         |
| ------ | ---------------------------------------------------------------------------------------- | ------------------- | ---------------------------- |
| 校监   | Sultan Nazrin Muizzuddin Shah Ibni Almarhum Sultan Azlan Muhibbuddin Shah Al-Maghfur-Lah | 苏丹纳兹林沙        | 霹雳州苏丹                   |
| 副校监 | Dato' Seri Hajah Dr. Aishah Ong                                                          | 拿督斯里陈淑萍      | 马华公会创始人敦翁毓麟的妻子 |
| 副校监 | Tan Sri Dato' Seri DiRaja Ramli Ngah Talib                                               | 丹斯里南利·岳·达利  | 霹雳州前州务大臣             |
| 副校监 | Tan Sri Datuk Zainun Ali                                                                 | 丹斯里拿督再农·阿里 | 联邦法院前法官               |

董事会方面，马来亚大学董事会由12人组成，其中包括校长、高等教育部代表、财政部代表、校友会代表、私人界代表等人士。
| 名字（马来文）                           | 职务           |
| ---------------------------------------- | -------------- |
| Tan Sri Zarinah Anwar                    | 校董会主席     |
| Dato' Seri Ir. Dr. Noor Azuan Abu Osman  | 校长           |
| 暂缺                                     | 高等教育部代表 |
| Dato' Zamzuri bin Abdul Aziz             | 财政部代表     |
| Dato' Ami Moris                          | 社区代表       |
| 暂缺                                     | 教务委员会代表 |
| Datuk Zulkarnain bin Md Eusope           | 私人界代表     |
| Ar. Saifuddin bin Ahmad                  | 私人界代表     |
| Dato' Mohd Zahir bin Zahur Hussain       | 私人界代表     |
| 暂缺                                     | 校友会代表     |
| Datuk Wira Abdul Mutalif bin Abdul Rahim | 学术及经验代表 |
| Dr. Yong Zulina Zubairi                  | 教务长         |

行政方面，马来亚大学高层职员共有11人：
| 名字（马来文）                          | 职务                         |
| --------------------------------------- | ---------------------------- |
| Dato' Seri Ir. Dr. Noor Azuan Abu Osman | 校长                         |
| Dr. Sabri Musa                          | 副校长（学生事务）           |
| Dr. Yatimah Alias                       | 副校长（学术及国际）         |
| Ir. Dr. Kaharudin Dimyati               | 副校长（研究及创新）         |
| Dr. Sabri Musa                          | 代理副校长（发展）           |
| Dr. Yong Zulina Zubairi                 | 教务长                       |
| Wan Mohd Sofi Wan Mustapha              | 财务长                       |
| Dr. Nazirah Hasnan                      | 马来亚大学医药中心总监       |
| Dr. Yahaya Ahmad                        | 助理副校长（组织策略）       |
| Ts. Dr. Nor Badrul Anuar Juma'at        | 助理副校长（设施及信息服务） |
| Dr. Yvonne Lim Ai Lian                  | 助理副校长（国际接触）       |

## 校园生活

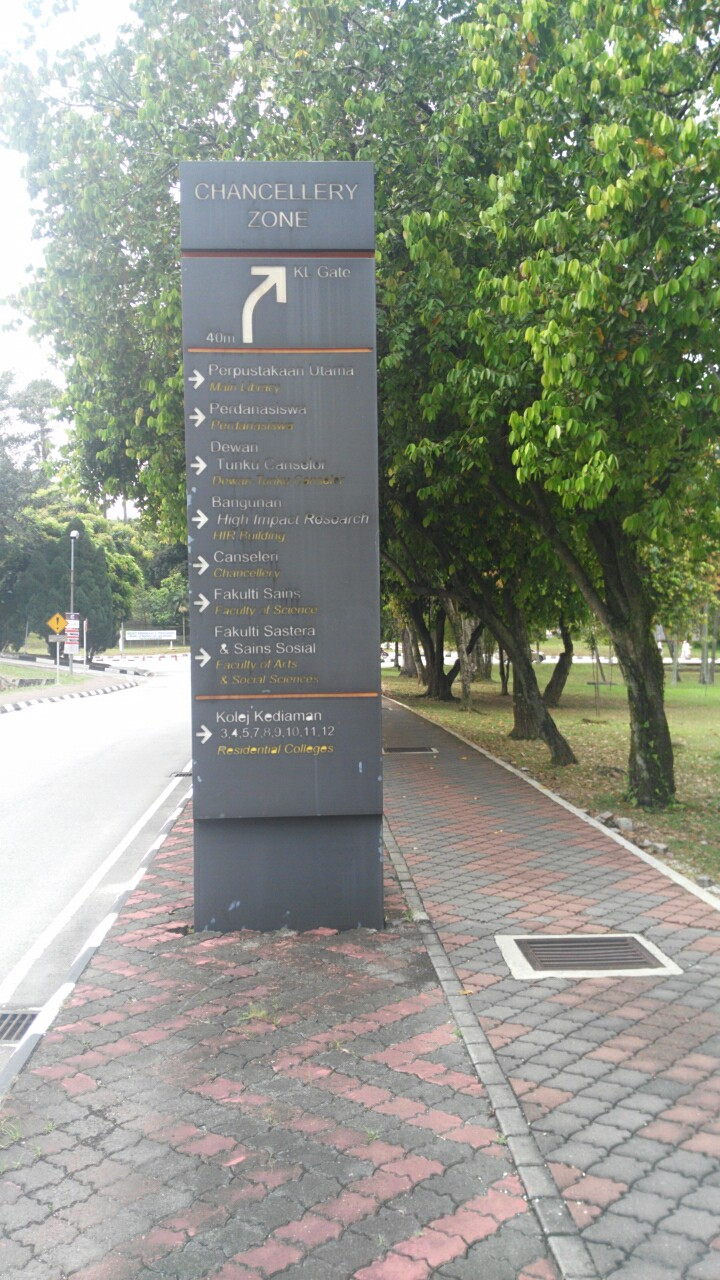
马大校园内其中一个街道标牌

### 社团组织
截止2016年，马大共有86个注册团体。马大学生代表理事会（University of Malaya Students Representative Council）是一个主要的团体。它代表全体学生与校方磋商有关学生事务和福利问题，学生组织中已有校外寄宿生学会，主要是协助校外寄宿生解决住宿及交通等福利问题。校园内还有马来亚大学华文学会，学会成立于1986年12月11日，是马来亚大学的华人活动组织。

### 学生会
所有马大学生都是马来亚大学学生会（University of Malaya Students' Union）的成员，而学生会将会在每一年选举产生出马来亚大学学生代表理事会（University of Malaya Students Representative Council）。马大学生会下总共有44个学生代表议席，其中10席为校园级议席（kerusi umum）、34席为学院级议席（kerusi fakulti），目前由学生阵线（Angkatan Mahasiswa，简称AM）、新伊斯兰学生阵线（Neo Siswa）和独立学生代表联合执政。其他学生组织包括马大学声阵线（Suara Siswa UM），目前成员有马大新青年（UMANY）组成、马大民主派（Demokrat UM）和马大新世代（NewGen UM）等。马大许多学生运动组织理念皆以争取“校园自主，学生自治”，并争取废除1971年大专法令（该法令被认为钳制学生参政和活动的自由）。马大校园选举委员会（Campus Election Council，CEC）自2018年开始为举办校园级别选举的独立单位，由该大学学生所组成并不受政府或校方干预。

## 合作高等学府
| - 澳洲 - 悉尼大学 - 新南威尔士大学 - 澳洲国立大学 - 墨尔本大学 - 比利时 - 天主教鲁汶大学 - 安特衛普大學 - 法国 - 巴黎综合理工学院 - 巴黎第十一大学 - 雷恩第二大學 | - 日本 - 京都大学 - 大阪大学 - 奈良先端科学技術大学院大学 - 马来西亚 - 拉曼大学 - 台湾 - 国立成功大学 - 英国 - 利物浦大学 - 诺丁汉大学 |

### 姐妹校
- 马来西亚金宝市：  拉曼大学
- 中华人民共和国北京市： 北京大学
- 中华人民共和国厦门市： 厦门大学
- 香港薄扶林： 香港大學
- 澳門氹仔：  澳门大學
- 日本武藏野市：  亞細亞大學
- 日本福岡市：  福岡女子大學
- 新加坡肯特崗（英语：Kent Ridge）： 新加坡国立大学
- 臺灣臺北市：國立台灣大學、國立台灣師範大學、國立台北科技大學、國立政治大學、臺北醫學大學、臺北市立大學
- 臺灣新北市：輔仁大學、真理大學、明志科技大學
- 臺灣基隆市：國立台灣海洋大學
- 臺灣桃園市：國立中央大學、國立體育大學、長庚大學
- 臺灣新竹市：國立清華大學、國立交通大學
- 臺灣台中市：中國醫藥大學、逢甲大學、東海大學、中山醫學大學、亞洲大學
- 臺灣台南市：國立成功大學
- 臺灣高雄市：國立中山大學、國立高雄大學、文藻外語大學
- 臺灣宜蘭縣：國立宜蘭大學
- 臺灣嘉義縣：國立中正大學
- 臺灣花蓮縣：慈濟大學、國立東華大學
- 臺灣屏東縣：國立屏東大學

## 知名校友

马来亚大学杰出校友
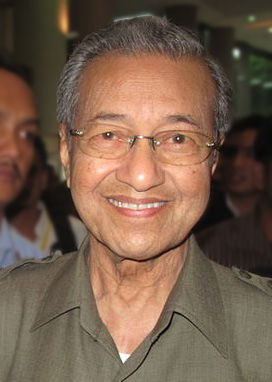
马哈迪·莫哈末 （第四任和第七任马来西亚首相）
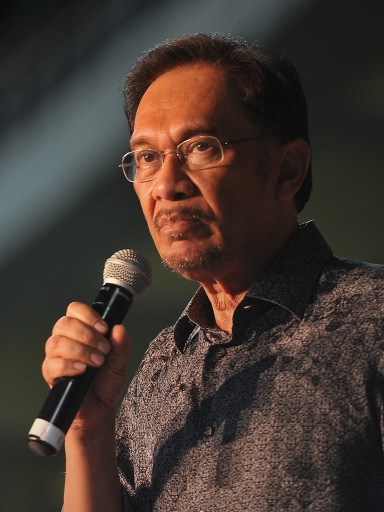
安华·依布拉欣 （第十任马来西亚首相）
阿都拉·巴达威 （第五任马来西亚首相）
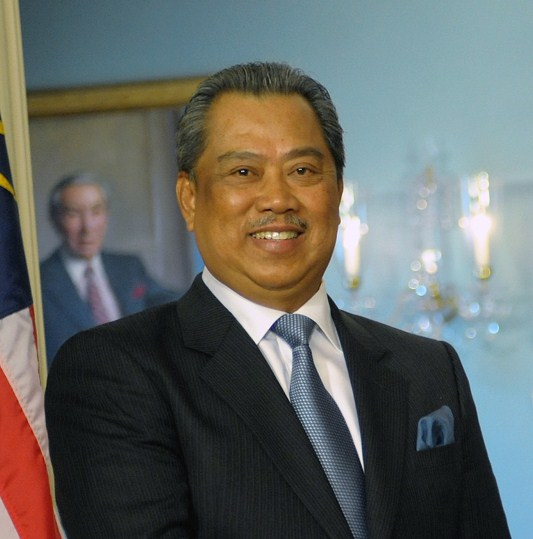
慕尤丁·雅欣 （第八任马来西亚首相）
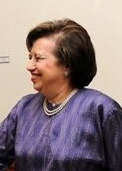
洁蒂·阿兹 （第七任马来西亚国家银行总裁）
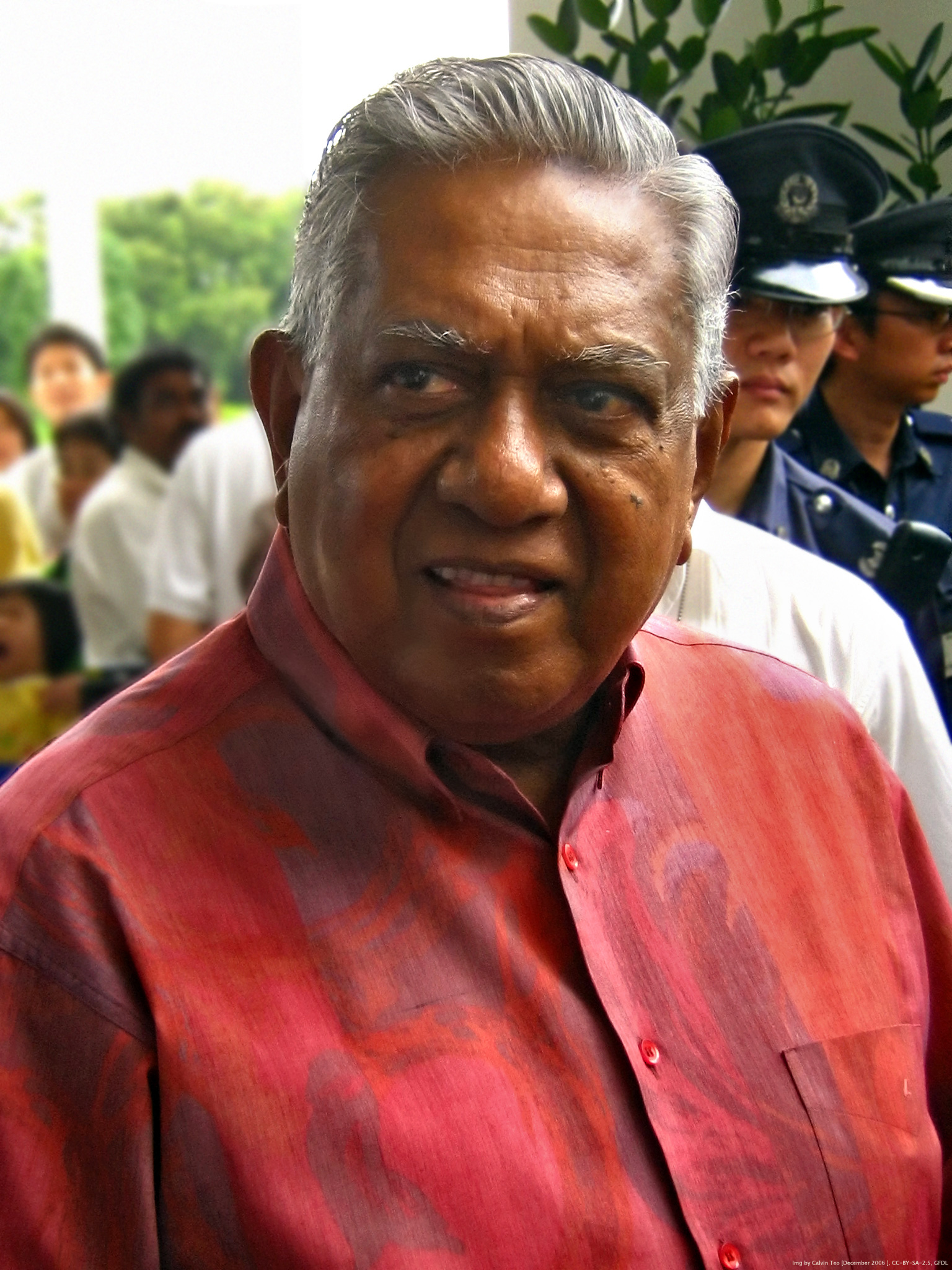
塞拉潘·纳丹 （第六任新加坡总统）
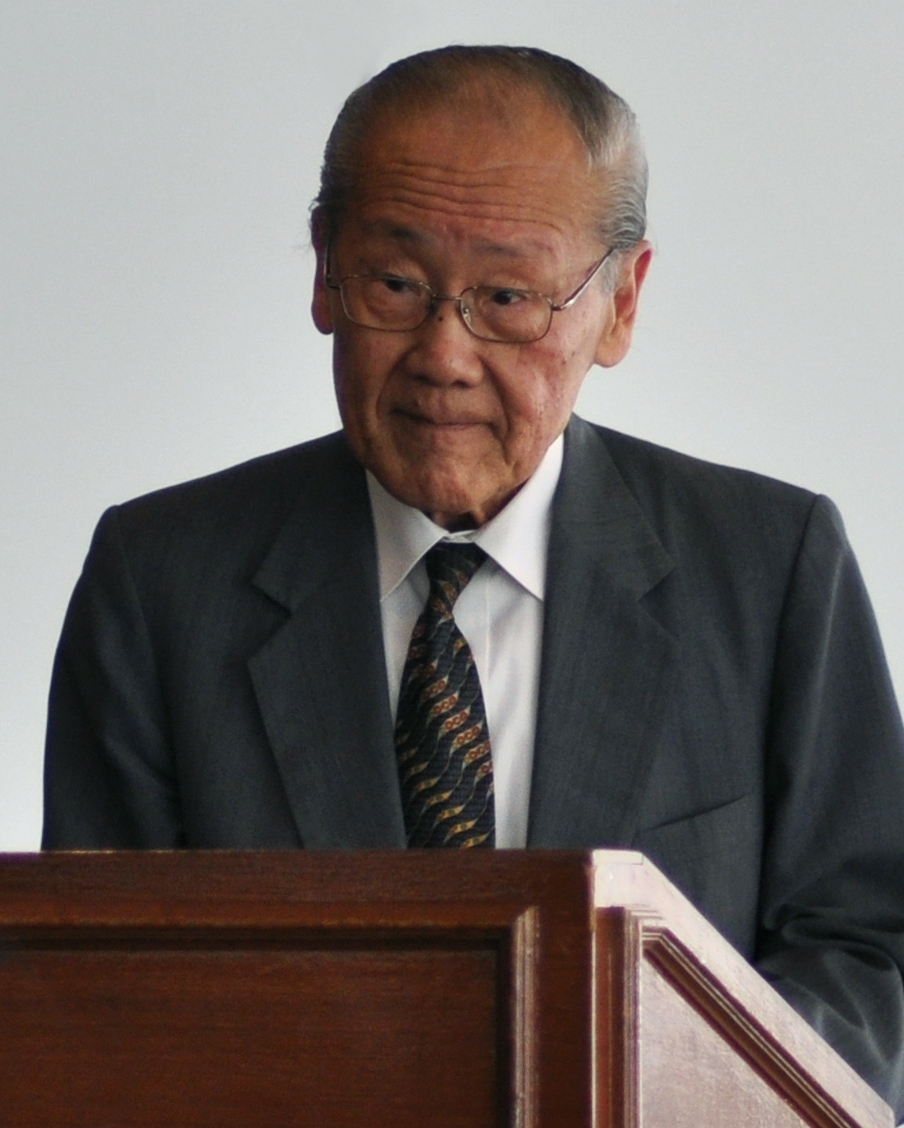
王赓武 （香港大学前校长）

- 马哈迪·莫哈末，馬來西亞政治人物、第四任和第七任首相、作家、医生，有“马来西亚现代化之父”之称。
- 安华，馬來西亞政治人物、第十任首相、希望联盟公正党顾问。
- 阿都拉·巴达威，馬來西亞政治人物、第五任首相。
- 慕尤丁，馬來西亞政治人物、第八任首相。
- 依斯迈沙比里，馬來西亞政治人物，馬來西亞政治人物、第九任首相。
- 阿末扎希，馬來西亞政治人物、现任副首相。
- 罗斯玛·曼梳，马来西亚第六任首相纳吉·阿都拉萨的夫人[38]。
- 陆兆福，馬來西亞政治人物、现任马来西亚交通部长。
- 倪可敏，馬來西亞政治人物、现任马来西亚地方政府发展部长。
- 林慧英，馬來西亞政治人物、现任马来西亚教育部副部长。
- 达基尤丁·哈山，馬來西亞政治人物、前任马来西亚首相署部长、伊斯兰党党员。
- 阿汉峇峇，馬來西亞政治人物、前任马来西亚卫生部长
- 拉菲达，马来西亚政治人物、前巫统党员，素有“马来西亚铁娘子”之称。
- 周忠信，馬來西亞政治人物、民主行动党柔佛州议会明吉摩州议员。
- 廖中莱，马来西亚政治人物、第10任馬來西亞華人公會总会长。他也曾担任彭亨文冬国会议员、马来西亚卫生部长等。
- 沈志强，马来西亚政治人物，为民主行动党前马来西亚青年及体育部副部长。
- 黄家泉，馬來西亞政治人物、马来西亚華人公會党员。曾任马来西亚第二国际贸易及工业部部长及丹绒马林国会议员等職。
- 黄家定，馬來西亞政治人物、马来西亚房屋及地方政府部部长、马来西亚华人公会第七任总会长。
- 蔡细历，馬來西亞政治人物、曾担任第九任马来西亚华人公会总会长、柔佛州行政议员及马来西亚卫生部长等職。
- 黄燕燕，馬來西亞政治人物、马来西亚华人公会副总会长，曾任馬來西亞财政部副部长及彭亨劳勿国会议员等职。
- 陈仪乔，马来西亚政治人物，曾担任旺沙玛珠、巴生国会议员和国际贸易及工业部政务次长。
- 王赓武，香港大学第十一任校长、中华民国中央研究院院士。
- 洁蒂·阿兹，马来西亚国家银行第七任行长，截止2015年为12A总裁，与彭淮南并列世界第一。
- 希山慕丁莱益斯，学运分子及社运人士。
- 倪可汉，馬來西亞政治人物、律師，马来西亚霹雳州立法议会议长、马来西亚国会下议院议员。
- 杨白杨，马来西亚时事评论人。
- 黄进发，马来西亚维护媒体独立撰稿人联盟主席。
- 林宇中，马来西亚歌手。
- 胡渐彪，马来西亚辩论员与新闻播报员。
- 林成兴，马来西亚工程研究员, 後於德国进行研究工作。
- 颜如晶，马来西亚辩论选手。
- 何国忠，马来西亚前任高教部副部长、国会上议员。
- 温可微，马来西亚運動員、羽毛球女雙選手，2014年格拉斯哥英聯邦運動會羽毛球女子雙打金牌得主兼2014年仁川亚运会羽毛球女子双打铜牌得主。
- 许嘉雯，马来西亚運動員、羽毛球女雙選手，2014年格拉斯哥英聯邦運動會羽毛球女子雙打金牌得主兼2014年仁川亚运会羽毛球女子双打铜牌得主。
- 张菲倩，馬來西亞政治人物、马来西亚雪兰莪州莲花苑州议员。
- 西华古玛，馬來西亞政治人物、马来西亚霹雳华都牙也国会议员，民主行动党党员。
- 西华拉兹，马来西亚政治人物、马来西亚国大党青年团团长、彭亨州金马仑高原国会议员。
- 卡立依布拉欣，馬來西亞政治人物、第14任雪兰莪州务大臣、前雪兰莪州议会巴生港口议员兼吉隆坡敦拉萨镇国会议员。
- 达祖丁·阿都拉曼，馬來西亞政治人物、霹雳州巴西沙叻國陣巫统国会议员，曾任前巫统甘榜牙也州议员、农业及农基工业部副部长。
- 道格拉斯乌加恩巴斯，馬來西亞政治人物、砂拉越州木中国阵土保党国会议员，前任天然资源与环境部长，现任种植与原产业部长。

## 事件

### 国会下令关闭华文学会
在马来西亚学生运动全盛时期的1970年代，马来西亚国会下议院在1974年12月19日发表白皮书，指马大华文学会涉及马来亚共产党之颠覆活动而关闭华文学会。12年后，新的马大华文学会在1986年12月24日获准成立。

### 华文学会冻结事件
2017年10月30日，马大校方以未经校方允许擅自举办2项活动、活动告示仅有中文等理由，宣布将马大华文学会冻结一个学期，并禁学生发表公开声明，这是1974年以来第一次停社，引起各政党与非政府组织的关注与声援。经过学会与校方谈判，校方于12月21日允许学会局部解冻，以举办年度的第十六届全国大专辩论会（全辩），这是一项各大专院校的校际华文辩论比赛。

### 马来人尊严大会
2019年10月6日，马大校长，同时也是马来人尊严大会筹委会主席阿都拉欣强烈批评，2018年马来西亚大选后，马来人的各项特权，如伊斯兰教、王室等敏感课题频频被提起。而在教育方面，国内各学校越来越倾向种族学校，马来语作为国语的地位备受挑战，他对此情况相当不满，要求希盟政府确立爪夷文为官方文字。
2019年10月7日，马大学生会谴责马大校长阿都拉欣，在马来人尊严大会上发表种族主义言论，要求对方辞职。
|                                      | 我方在此谴责马大校长身为国内顶尖大学的领导，在无能解决大学的财务困境和学生福利之际，还在马来人尊严大会发表如此种族性的言论。虽然马大是一所多元文化宗教的大学，但我们的校长没有致力利用中庸普世价值来团结学生和国民，并保护大学免受当权者政治议程的干扰。 |
| ——叶纹清（2019年马大学生会署理主席） | |

### 毕业典礼示威事件
马大新青年主席廖洋篊批评，马大校方与其余几所大学联办马来人尊严大会带有强烈的种族主义色彩，这种大会无法解决问题，反而会加深种族间裂痕。2019年10月14日，因不满马大校长拿督阿都拉欣在马来人尊严大会发表的言论，马大新青年前主席黄彦铬公开在毕业典礼举牌抗议，要求校长辞职。
黄彦铬在毕业典礼期间，在台上接获毕业证书后，本应走下舞台的他突然举起牌子，公开向出席者展示要求校长辞职的原因。随后他也列举出校长必须辞职的五大理由，其中包括不满校长成为政治傀儡、违反学术自由、推广种族主义及仇恨、未能维护学生的宪法权利及未能解决马大的财务危机。他也批评教育部长马智礼虽然已声称归还大学自主权，却利用马大及另3所大学联办种族主义大会，显示政客在利益和原则选择下会违背诚信，因此身为大学一分子，应推动民主化的校园议程。
马大事后也于隔日报警，要求警方调查毕业生黄彦铬在毕业典礼上举牌抗议校长阿都拉欣的事件，并斥责黄彦铬无礼，更一度扣留黄彦铬与新青年前主席官华恩的毕业证书，引发马大校友与网民之间的反对与支持的对立声浪。黄官二人于10月19日成功拿回毕业证书，之后召开记者会，促请校方撤销报案，以证明校方捍卫言论自由的立场。2020年2月26日，黄彦铬正式被马来西亚总检察长控告抵触刑事法典第504条文（蓄意侮辱及破坏公共安宁），但黄彦铬否认罪状，并质疑是遭到政治提控。

### 干预学术和言论自由、驱赶前马大成员
2022年10月，马大学生会在举办一场配合迎新会的学术性讲座期间，由于一名主持人临时缺席，改为马大新青年前主席、人民之声协调员黄彦铬代替。校方在接获举报后，派员阻挠黄彦铬进入校园内长达约1小时。之后在阻挠不果后，校方直接关闭该讲座的声响系统，并要求学生离场，导致讲座被迫腰斩。马大学生会主席黄国燊批评校方的执行人员驱赶学生和对声响系统进行消音是在干预言论自由。隔日，马大与数名政府大学的学生会在马大东姑礼堂召开联合记者会，要求校方对有关人员试图抹杀讲座的行径公开道歉，并呼吁捍卫言论自由和学术自由等大专生权益。黄国燊也指出，马大学校并沒有明确将黄彦铬列入该校黑名单，执行人员以讲座沒获得批准和不尊重的理由进行阻挠是很不合理的。

### 关闭滥用清真标志的便利店
2025年1月10日，一名学生在TikTok上传大学便利店售卖带有清真标志的「火腿奶酪三明治」的照片，声称在马来西亚清真状态验证官方网站上搜索后，没有显示该产品和商店的清真认证或状态，引发针对该商品的质疑。
警方随后接到公民举报，对涉案产品的销售情况进行调查。马来亚大学宣布立即关闭校园内两家被指售卖非清真三明治的便利店，表示校园内出售的火腿奶酪三明治引起了人们对清真问题的担忧，这些商店将关闭，直至另行通知。马来亚大学亦表示，关闭便利店是确保对清真标志使用的调查能够不受干扰地进行，而大学致力确保校园内销售的产品来自遵守法律、标准和程序规则的供应商。1月13日，KK超市发文表示，有关商品是来自其供应商「Shake and Bake Café」，后者在未获得授权下在包装上使用其徽标和滥用清真标志
1月15日，马大新青年组织批评校方的处理方式不当，认为关闭便利店的决定给需要采购的学生造成不便。